# Speedball (mélange)
Pour les articles homonymes, voir Speedball.

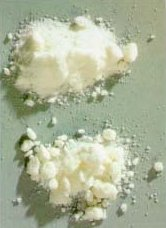
Poudre de cocaïne.

Le speedball est un terme qui désigne le mélange d'héroïne ou de morphine avec de la cocaïne, le tout pris par inhalation ou injection intraveineuse. C'est une concoction potentiellement mortelle : la cocaïne agit comme un stimulant, augmentant le rythme cardiaque, mais ses effets disparaissent plus rapidement que ceux de l'héroïne qui, à son tour, ralentit le cœur. Il est alors possible de subir une overdose à retardement (techniquement parlant, de sérieuses difficultés respiratoires) quand le stimulant cesse d'agir et que les effets de l'héroïne se font pleinement ressentir.
Parfois, d'autres combinaisons de stimulants et de dépresseurs sont appelés speedball, comme l'utilisation d'amphétamines avec des benzodiazépines.

## Usage dans les guerres
Le speedball a été beaucoup utilisé durant la  Guerre du Viêt Nam par les États-Unis.

## Décès dus au speedball
Le speedball a contribué à la mort de nombreuses personnes, dont certaines connues, comme John Belushi, Chris Farley, Brent Mydland, Layne Staley, River Phoenix, Chris Kelly, Mitch Hedberg, Eric Show, Hillel Slovak, Ol' Dirty Bastard ou Jean-Michel Basquiat.
Chet Baker en fit également consommation, tout comme le guitariste et cofondateur des Rolling Stones Keith Richards, ainsi que Dave Gahan, le chanteur de Depeche Mode, qui faillit en mourir le 28 mai 1996.